# Livilliers
Livilliers ist ein Ort und eine nordfranzösische Gemeinde mit 386 Einwohnern (Stand: 1. Januar 2022) im Département Val-d’Oise in der Region Île-de-France (Frankreich). Die Gemeinde gehört zum Arrondissement Pontoise und zum Kanton Pontoise (bis 2015: Kanton La Vallée-du-Sausseron). Die Einwohner werden Livillois genannt.

## Lage
Livilliers liegt etwa 32 Kilometer nordnordwestlich von Paris in der Landschaft des Vexin. Das Gemeindegebiet gehört zum Regionalen Naturpark Vexin français. Umgeben wird Livilliers von den Nachbargemeinden Épiais-Rhus im Norden und Nordwesten, Vallangoujard im Norden, Hérouville-en-Vexin im Osten, Ennery im Süden sowie Génicourt im Westen.

## Bevölkerungsentwicklung
| Jahr                      | 1800 | 1851 | 1901 | 1954 | 1962 | 1968 | 1975 | 1982 | 1990 | 1999 | 2006 | 2013 |
| Einwohner                 | 270  | 223  | 219  | 202  | 188  | 203  | 249  | 246  | 386  | 367  | 352  | 386  |
| Quelle: Cassini und INSEE |      |      |      |      |      |      |      |      |      |      |      |      |

## Sehenswürdigkeiten
- Kirche Notre-Dame-de-la-Nativité-et-Saint-Fiacre, Anfang des 13. Jahrhunderts erbaut, Monument historique seit 1936

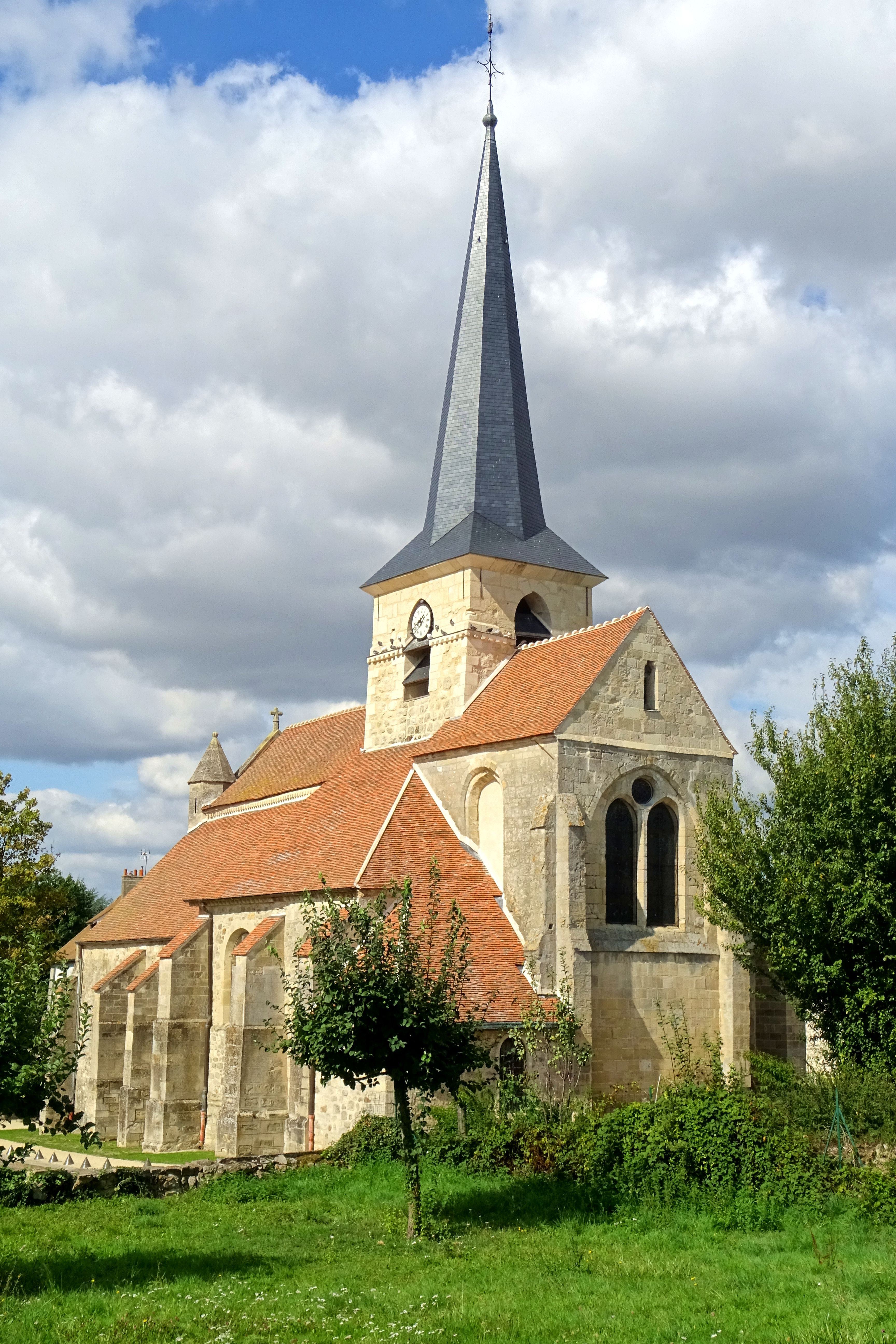
Kirche Notre-Dame-de-la-Nativité-Saint-Fiacre